# Macrostomion sumatranum
Macrostomion sumatranum är en stekelart som först beskrevs av Günther Enderlein 1920.  Macrostomion sumatranum ingår i släktet Macrostomion och familjen bracksteklar. Inga underarter finns listade i Catalogue of Life.